# Burmeistera pallida
Burmeistera pallida là loài thực vật có hoa trong họ Hoa chuông. Loài này được (Drake) E.Wimm. mô tả khoa học đầu tiên năm 1932.